# 三里河南横街
39°54′42″N 116°20′22″E / 39.911801°N 116.3394995°E
三里河南横街是位于中国北京市西城区西部的一条道路。

## 简介
三里河南三巷东起三里河南一巷南口，西到三里河路。过去是菜田及坟地。1950年代初，国家计委等机关在此建造办公楼，形成了楼间通道。因为地处三里河村以南，故1981年定名“三里河南横街”。